# Червеногуша гъска
Червеногушата гъска (Branta ruficollis) е рядък изключително красив с цветното си оперение вид средно голяма птица от семейство Патицови (Anatidae), разред Гъскоподобни (Anseriformes). Тежи между 1 и 1,5 кг. Дължина на тялото 55 cm, размах на крилете около 122 cm. Няма изразен полов диморфизъм.

## Разпространение
Разпространена е в северните части на Европа и Азия, в България уникалният вид се среща в резервата Дуранкулашко езеро. Обитава тундрата и лесотундрата. Присъствието на вида в страната е документирано още от времето на последната ледникова епоха – късния плейстоцен, откогато датират костните останки от Деветашката пещера с възраст около 70 000 г., определени от палеоорнитолога проф. Златозар Боев.  От неолит-ранно-бронзовата епоха отпреди 8000-6000 г. е намерена и друга находка – в праисторическото селище при с. Дуранкулак (Добричко).

## Начин на живот и хранене
Храни се със смесена, но най-често предимно растителна храна.

## Размножаване
Моногамна птица. Гнезди на земята на малки колонии от 4-5 гнезда. Снася 4-6 яйца, които мъти само женската. Малките се излюпват достатъчно развити за да могат да се придвижват и хранят самостоятелно. Годишно отглежда едно люпило.

## Допълнителни сведения
Световно застрашен от изчезване и защитен вид.